# Gastropholis
Gastropholis es un género de lagartos de la familia Lacertidae. Sus especies se distribuyen por el África subsahariana.

## Especies

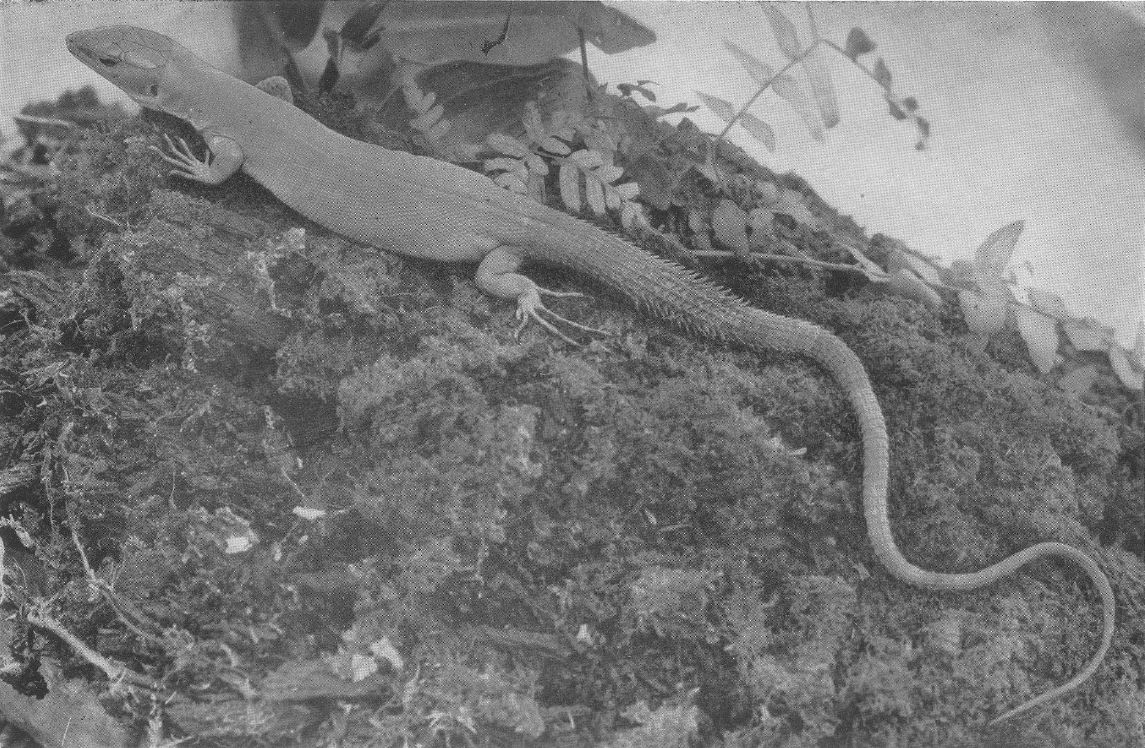
Gastropholis echinata

Se reconocen las siguientes cuatro especies:
- Gastropholis echinata (Cope, 1862)
- Gastropholis prasina Werner, 1904
- Gastropholis tropidopholis (Boulenger, 1916)
- Gastropholis vittata Fischer, 1886